# Lars Lönberg
Lorens (Lars) Lönberg, född 1726 i Stockholm, död i januari 1811 i Hamburg, var en svensk konstnär.
Han var son till skräddaren Johan Lönberg och Anna Margaretha Örn och från 1755 gift med en kvinna i Hamburg. Lönberg fick sin grundläggande konstnärsutbildning i Stockholm. Han lämnade Sverige på 1750-talet för att bosätta sig i Italien men fastnade på vägen i Hamburg. Under sin tid i Sverige utförde han ett flertal porträtt, exlibris och tapeter till bland annat Beatelund på Värmdö. Ett flertal av hans porträtt ingår i den Rettingska samlingen på Gävle museum. I Hamburg var han verksam som porträttör, dekorationsmålare och stuckatör och utförde plafonder till Schimmelmanska palatset, Ellermanska huset och Waisenhauskirche. Lönberg är representerad vid Fredriksborgsmuseet i Danmark och Gävle museum. 